# 花冠之淚

動畫化先行預告片中，亞羅溫翻箱找火腿發現奧克塔娃，正式播出則刪改橋段無此畫面

《花冠之淚》是2005年4月28日由AQUAPLUS旗下Leaf公司发售的十八禁模擬角色扮演遊戲，2008年7月17日在PlayStation 3平台發售重製版《花冠之淚 花冠的大地》（日语：ティアーズ・トゥ・ティアラ 花冠の大地），同年决定電視动画化。2013年10月31日發售續作《花冠之淚2 霸王的末裔》（日语：ティ アーズ・トゥ・ティアラ2 覇王の末裔）。

## 剧情简介
故事发生在青铜时代结束1200年之后。大陆上新兴的神圣帝国吞并了许多边远地区的土地。在受到帝国进攻的艾林岛上，举行了利用少女莉安珑作为祭品复活魔王阿隆的仪式。虽然仪式失败，魔王仍然复活了……

## 登场人物
※備註：
1. 本作的人名多數源自於凱爾特神話以及亞瑟王傳說。
2. 配音員表示方式如下：

1. 遊戲：日本PC版十八禁電玩遊戲配音員
2. 日本：日本PS3電玩遊戲與TV版本配音員（兩者相同）
3. 台灣：台灣TV版本配音員

亞羅溫（Arawn）　配音員：小次郎（遊戲）；大川透（日本）；吳文民（台灣）
本作的主人公，彌路汀之子，明星大人，穿黑衣的魔王，由於復活時間不足，身體與人類般易受傷。外表冷酷無情，實力仍深藏不露，現與莉安儂、亞薩爾等一起。
真實身份為第十三位天上精靈，真實之名為路西法。
名字源於塞爾特神話中，統治異界理想鄉之王「亞羅溫」（Arawn）。
莉安儂（Riannon）　配音員：籐野らん（遊戲）；後藤邑子（日本）；馮嘉德（台灣）
本作的女主角，拥有预言能力的巫女，从小父母双亡，和哥哥生活在一起。當莉安儂迷失自我時，被亞羅溫從心中得到解放，至此對亞羅溫心存感激，並成為亞羅溫的妻子。真實之名為普莉姆拉。
名字源於塞爾特神話中亞羅溫的盟友‧布伊斯 之妻莉安儂（Rhiannon）。
亞薩爾（Arthur）　配音員：西島古都夫（遊戲）；石井真（日本）；黃天佑（台灣）
常大吼大叫的蓋爾族所謂第一戰士，有一定戰鬥和戰術能力但缺乏大局觀，做事腦衝。會用冠冕堂皇的話語指揮和訓練族人，但Octavia對其劍術的評價只是「亂砍一通」而已，亞羅溫對他最常說的話則是「你冷靜一點」。莉安儂的哥哥，非常關心妹妹莉安儂，但對其開腸破肚沒有任何猶豫。初時不滿莉安儂讓亞羅溫當長老，後仍與他們一起展開旅程。裁缝的手艺好到能让妖精汗颜，莉安儂的衣服都是他缝制的。
在他小時候，父親遭到其中一位「白之精靈」萊克托假冒亞羅溫的樣貌殺害，使他在父親被殺害的陰影下對「白之精靈」懷有強烈的敵意，最後成功將萊克托殺死。在動畫最終回蒙英雄敘事加持，在本人心理成長存疑的情況下登基為王。
名字是亞瑟王的塞爾特文讀法。
莫兒康（Morgan）　配音員：富永理惠（遊戲）；中原麻衣（日本）；汪世瑋（台灣）
亞薩爾手下的弓箭手，在部落內實力僅次於亞薩爾，也因而老是找亞薩爾挑戰，希望能成為族裡第一戰士。曾與亞羅溫交手而戰敗，對其十分敬重。貪杯、貪食，口無遮攔，腦子不好使，常因此誤事以至於命令執行失敗，但因為情節buff只要下跪道歉就都可以了事。
莉安儂常以「小莫」稱呼她，為奧克塔娃的好友。
名字源於亞瑟王的同母異父之姊墨加恩（Morgana）的塞爾特文讀法。
歐迦姆（Ogam）　配音員：嚴蟬秋（遊戲）；秋元羊介（日本）；曹冀魯（台灣）
邊境的大賢者、本作謎語人，連妖精都知其名並對其十分敬重的老人。擔任亞羅溫的參謀。真實身分是遠古時代的龍。因為是龍所以有很強的腕力，曾在腕力比賽中贏過礦山妖精露絲緹，事後因為用力過猛而閃到腰。
名字源於塞爾特神話中的文字之神‧歐格馬（Ogma）。
奧克塔娃（Octavia）　配音員：今井かおる（遊戲）；田中理惠（日本）；楊凱凱（台灣）
神圣帝国的女剑士，出身於帝國的騎士世家，但因家道中落，所以只在第三部隊擔任下士。
劍術超群，對上司直言不諱，但也因此一直待在很低的地位。忠於任務，十分有正義感。
因為莉安儂的一席話而想起哥哥曾說過的「希望」，並與亞薩爾、莫兒康等人成為好友，最後決定留下與之成為同伴。
名字應是源自於屋大薇。
妖精王普爾（Pwyll）　配音員：西岛古都夫（遊戲）；石井真（日本）
青銅時代1200年前統治妖精族的王，本名雷吉斯意思是拉丁文中的小小的王，普爾說過自己有一部份在亞薩爾身上，由此可知普爾的直系後代就是亞薩爾，而後從亞羅溫手中得到達文劍又稱為石中劍，是把弒神的淡藍色劍，在遠古普爾和亞羅溫用達文當作隔絕天上用的結界
普莉姆拉（Primura）
亞羅溫和彌路汀 所救的最后一名人类，当时唯一能说出“祈祷之外”的话语，且拥有自我意识的人类。也是阿隆最初珍爱的人类女孩，名字意为”迎春花”。寓意人类自由的到来和变革的开始
席爾（Llyr）　配音員：高奈ゆか（遊戲）；名塚佳织（日本）；楊凱凱（台灣）
居住於海中的海豹妖精，爲祝賀亞羅溫復活而作為代表來到陸地，悲觀主義者，總是認為自己十分不幸。後來因為亞羅溫誤燒了她的海豹皮外衣，她依據海豹妖精的習俗與亞羅溫結婚（女性會嫁給奪走其外衣的人）。
名字源於塞爾特神話中之海神‧李爾（Llyr，日文讀法接近「席爾」）
露絲緹（Rathty）　配音員：岬ゆうか（遊戲）；植田佳奈（日本）；馮嘉德（台灣）
礦山妖精，雖然是女性但卻以「ボク」自稱。擁有怪力，擅長鍛造，跟鍛造武器比起來更喜歡鍛造廚具。
塔利艾辛（Taliesin）　配音員：鷹取玲（遊戲）；坪井智浩（日本）；曹冀魯（台灣）
流浪的吟遊詩人，但其真實身分是「普利岡提斯」前族長的兒子。
因族中留下「下任族長會有惡運降臨」之預言，使他不想接下下任族長的職位；後因亞薩爾的話，心中不再有所顧忌，斷然的接下了族長之職。
是個充滿學識的知識人，雖看上去軟弱，但卻精通弓箭及劍技。
喜歡拿愛寶那尋開心，而他似乎對愛寶那有好感。
名字源自於古代不列顛詩人塔利艾辛（Taliesin）。
愛寶娜（Epona）　配音員：ほくとゆりあ（遊戲）；淺井清己（日本）；楊凱凱（台灣）
经营道具店的妖精。對金錢執著，常常在各地行商。
名字是源自於大陸塞爾特神話中的女馬神艾波娜（Epona）。
莉姆莉絲（Limwris）　配音員：木村あやか（遊戲）；小清水亚美（日本）；汪世瑋（台灣）
擅长做家务的妖精，喜欢开茶会，拿手的菜是苹果派，像疼爱妹妹一样疼爱着艾露敏。
艾爾敏（Ermin）　配音員：秋月まい（遊戲）；清水爱（日本）；楊凱凱（台灣）
年轻的家务妖精，很尊敬曾经为妖精族战斗过的亞羅溫。
凱伍斯（Gaius）　配音員：あきれすけん（遊戲）；濱田賢二（日本）；曹冀魯（台灣）
神聖帝國對阿爾必恩方面遠征軍的總司令官，亦是元老院的準執政官。厭惡陳腐的元老院。軍略的天才，在部下間亦有極高的聲望。
似乎一直很想成為王。亞羅溫曾經說過，當他真正了解「雷吉斯（在天空閃閃發亮的星星，象徵王權）」的意義後，便會死亡。最後死於亞薩爾的劍下。
名字應是源於蓋烏斯‧尤里烏斯‧凱撒。
莉蒂亞（Lydia）　配音員：澤城美雪（日本）；汪世瑋（台灣）
PS3版與電視版原創角色，是帝國直屬治安維持部隊「紅楓兵」的指揮官，貴族出身，對擾亂帝國秩序的人格殺勿論。是奧克塔娃兒時便相識的至交。奉命來消滅阿爾必恩的蠻族，最後以「真正的劍士」之名光榮的死在奧克塔娃手下。
彌路汀（Milding）　配音員：小形満（日本）
原十二白之精靈之一，亞羅溫的“父親”。有著完全不同於其他十一白之精靈的想法，一直相信他們最終尋找的希望的“萌芽”就是人類一直和歐迦姆建立新的理想國度，外表為60多歲的老人，基本上來說精靈是不會老的，是因為彌路汀常作出違背本意的事，對人類有憐憫之心，因此故事裡彌路汀是個衰老的白之精靈，把火交給殘存的人類，彌路汀因此犯下不能把火給人類，後來為了抵銷其他十一精靈對地面的限制，於是在亞羅溫面前唱出初源之歌，因本體消耗過大而消失，而消失之前托付亞羅溫幫祂守護地上。

## 特殊地名
艾琳島(エリン島)
故事最初發生的地點，蓋爾族(ゲール族)長期居住的島嶼，位於阿爾必恩島的東方，面積較阿爾必恩小，島上擁有許多遺跡，故事中亞羅溫復活的太古聖堂，就是其中一個。而居住在島上的居民，故事中僅提到蓋爾族和其姐妹村海之民兩個部落。
阿爾比恩島(アルビオン島)
故事主要發生地點，曾發生上古大戰的地方，後來亦發生與神聖帝國的戰爭。島上因為曾經是妖精族的居住地，所以遺跡數量也非常多，主要在故事中提到的有阿瓦隆城、帕拉迪穆、龍族遺跡、歌魯瑟茲·亞羅溫...等地，島上除了人類之外，其他種族都佔極少數，龍和巨人都非常少量，妖精只稍微多一些，主要原因是因大地被瘴氣古拉威塔斯所污染，因為上古大戰的主要戰場所造成。
島上居住的人類居民有遷徙過去的蓋爾族以及原本就居住在妖精之森(古森)的普利岡提斯族(ブリガンテス族)兩大族，而神聖帝國的平民則集中在交易都市朗迪紐，軍人分配在各地的前線基地，少數的兵力在帕拉迪穆（作為材料為主）。故事中戰爭結束之後，亞羅溫一行人在阿爾必恩島和艾琳島建立了阿爾必恩王國(復國，最早是妖精王普爾創建)。
太古的聖堂(太古の聖堂)
故事中亞羅溫復活的地方，其結構分成主要的聖堂、納骨堂、祕密通道等等，是比上古大戰更為早期的建築，故事中，因為帝國祭司德魯克擅自舉行復活儀式，所以存放在其中納骨堂的屍體都復活成活死人(殭屍)在其中亂竄。
阿瓦隆城(城塞都市アヴァロン)
故事中蓋爾族遷徙之後的居住地，亞羅溫的城堡，城的外型為圓形，分為三層(三道圍牆)，最內部是城的中心(尖塔狀)，城的大門生命之門是在最外部，蘋果林道是從大門的最外部貫穿整個城到中央，阿瓦隆一詞在花冠之淚故事中為古語蘋果之義，象徵常春的大地。
其中，城的創造者是天上的十二精靈(白之精靈)，是上古大戰前就有的城塞都市，與神聖帝國的對戰中，帝國的人說:明明看起來就是普通的石頭，敲下去卻像敲到鐵板一樣的堅硬!、城的城牆一直向下延伸到地底。完全挖不到牆的盡頭!由此可見是防禦力非常強的城。遊戲中，紅楓兵發現城牆在夜晚會發出微光，而普爾說整座城是一個龐大的意識(換句話說是有生命)。
朗迪紐(交易都市ロンディニウム)
神聖帝國直轄統治都市，港口都市，是一個以做生意為主的城市，市內經常舉行劍鬥大會或者鬥劍大會(規模不同)，市長為克里昂，遊戲中，亞羅溫一行人為了把帝國軍完全從島上趕出去，於是攻陷朗迪紐，但市長為了保命提出舉行劍鬥大會的要求，並設下許多陷阱。許多從神聖帝國運來的貨物都會在這裡竟行分裝後運往各處，是帝國的重要經濟據點之一。
帕拉迪穆(城塞都市パラディウム)
故事中的最終決戰之地，外型是純白色的巨塔，大致分為十個部分以及地下室，是神聖帝國皇帝死前為了延長壽命所建(他個人認為)，最後死在塔內。城市居民是魔物和活死人，因為皇帝為了舉行延壽儀式而運來大量的活人及屍體，最後都死亡並且被復活成魔物。第一層入口大門和巨大的歐貝利斯克(不可侵神聖列柱，又稱神柱)。
地下一層是復活的大鍋的所在位置，以製造大量的魔物為任務。第二層是走廊，沒有什麼特殊設施，但會放出雷擊使地板崩塌無法前進。塔內部 競技場位於第一層和第二層中間，此處的敵人在動畫和遊戲中有極大的不同，遊戲中是莉蒂亞，動畫是市長克里昂，故事中對於競技場的解釋為:為了死亡而戰鬥的競技場，因為被勝者打敗的死者會立刻因復活大鍋的力量成為活死人進行戰鬥，如此往復直到雙方死亡為止，但莉蒂亞是唯一的例外，她經歷百戰卻還是以活人的身分活下來，最後死在奧克塔娃的劍下(她以為是活死人)。
第三層是祭壇，是德魯克打算向亞羅溫和亞薩爾復仇的地方，最後以失敗告終。歐貝利斯克先端部位於第三層再上面一層，結構以走廊為主體，通向歐貝利斯克制禦室。奧貝利斯克制禦室是巨大的奧貝利斯克的頂端，周圍有四個魔法反射水晶守護，分為火風土水四個不同屬性，故事中亞羅溫和歐迦姆在此破壞奧貝利斯克之後幫助許多下面的同伴，但亞羅溫本身卻深受重傷。空中庭園是塔的最上層，景象是純白色的圓形花園，種植許多白色的花，花圃中間有走道和水道，正中央是王座(神聖帝國皇帝的位置)，外表非常美麗但卻散發出冰冷的氣息的花園。白骨的廢園是空中庭園的真實樣貌，其實是個寸草不生的地方，樓梯是由人們的白骨堆疊而成，花園是由幻象所營造出來的樣子，此處被白之精靈稱為完全的世界。
歌拉斯山(コーラス山)
阿爾必恩島北方的山脈，終年被冰雪所覆蓋，因為山上留著一個由白之精靈畫下的魔法陣，魔法陣是為了創造冰河時期而存在，強迫性的呼喚風雪是其效果，故事中，亞羅溫一行人為了阻止帕拉迪穆的魔物南下攻打阿瓦隆，於是聯合巨人族一起破壞魔法陣想借雪崩來阻止大軍的南下，但最後魔法陣雖然被破壞，卻因精靈的干擾而沒成功，最後是由塔利艾辛唱出初源之歌製造雪崩而阻止了大軍。山頂有一個龍之洞窟，是龍族的墓地和搖籃，再更深處則是精靈虐待人們監獄，亞羅溫曾將記憶留在此以傳達給後人。
歌魯瑟茲·亞羅溫(ゴルセズ．アロウン)
位於阿爾必恩北方，太陽沉落的野原(妖精的說法)。被稱為"亞羅溫的王座"的地方，是上古大戰的遺跡，被稱作"短暫的勝利及永恆的分離之地"，形狀是十二個石柱以及中央的石塊，中央的石塊插著達文劍(墮天之翼)，十二個列柱在故事中全部都是碎石塊，據說法是亞羅溫所破壞，而中央的石塊則象徵"制衡十二列柱而立於十三之王的寶座的勝利證明"。是上古大戰的紀念碑，也是亞羅溫進入沉睡前與普爾共同設下結界和告別的地方。
妖精之森(妖精の森)
普利岡提斯一族所居住的森林，距離阿瓦隆有一段不小的距離，雖然名為妖精，但因為大地的汙染，妖精從很早之前便不居住於此了。
龍族遺跡(竜族の遺跡)
位於阿爾必恩島中央的山上遺跡，站在上方可以一覽阿爾必恩島的全景，是黃金時代留下來的遺跡，故事中歐迦姆說此地是他最初的戰場，因為他站在此地完全目睹了精靈用"落下月亮"的方式催毀他的故鄉。遺跡內部藏著一個銀金巨人(琥珀金巨人)，後來歐迦姆變回龍形態與其戰鬥，並且以勝利終結。
亞羅溫陵(アロウン陵)
亞羅溫的陵墓，原本是妖精族為了紀念他的父親彌路汀所建造的紀念碑，亞羅溫死前要求普爾要在他死後將他葬在此地與他父親的棺木相鄰在一起，陵墓的結構分為三層，每一層都有許多保衛機器人塔羅斯看守，最下層是亞羅溫的棺木原本的置放地點，是巨大的房間，盡頭有一幅巨大的壁畫，主題是十二精靈，但卻有十三人，其中一人臉部破壞嚴重已不清楚是誰。棺木周圍有許多箱子，裡面有許多陪葬品，而彌路汀的棺木是空棺，其實最早原本有東西，亞羅溫在上古大戰前來造訪時在其中發現了艾多拉姆與達文劍。
愛奴本(アヌウブン)
深淵中的理想鄉，和精靈所追求的完美不同，是一個即便是瑕疵品也可以自由生活的地方，亞羅溫以龍族飛翔，巨人跺足，妖精歌唱，人類歡笑的大地來比喻，而愛努本也是亞羅溫的父親彌路汀所撰寫的地上奪回作戰計畫書的名稱。
卡艾路．彌路汀(カエル．ミルディン)
阿爾必恩島的古名，是彌路汀所擁抱的庭園之意。
赫魯托斯．馬古納斯(ポルトス．マグナス)
位在艾琳島上的港口，是帝國的軍港，亞羅溫一行人就是從這座港口離開艾琳島的。

## 專有名詞
艾多拉姆（エドラム）
赤之劍，亞羅溫的愛劍，和達文劍是對劍，亞羅溫在彌路汀的棺木中發現的兩把劍的其中之一，在上古大戰亞羅溫沉睡之後和他一同葬在棺木中，故事前半的劍處在封印狀態中，因為另外一把達文劍被封印在歌魯瑟茲‧亞羅溫，所以無法發揮出全部的力量。
達文劍（ダーンウィン）
黑之劍，亞羅溫送給普爾的劍，和艾多拉姆是對劍，又稱為艾多拉姆之兄弟劍，亞羅溫在彌路汀的棺木中發現的兩把劍的其中之一，上古大戰之後，亞羅溫和普爾一起將達文劍封印在歌魯瑟茲‧亞羅溫，用來製造出隔離天上與地上的結界，又被稱為殺神之劍。
復活的大鍋
將屍體回收後做成不死尖兵涅克羅姆以及黑騎士格魯梅斯的黑魔法大鍋，被地上的種族視為不祥之物，因為大鍋回收屍體後再製成怪物，是玷污先人安息的存在，擁有者為白之精靈，在故事第一話中，錯誤的使用在亞羅溫的復活儀式中(他的復活和大鍋無關)。
涅克羅姆（ネクロム）
由復活的大鍋製造出來的殭屍，不管用刀、劍、弓箭或是一般的魔法都無法打敗的怪物，必須用最上位的神聖魔法-白之力(岡帝朵)才能淨化消滅，或著是用壓倒性的強大火力讓其無法再生然後消滅。
格魯梅斯（ゴルメス）
由復活的大鍋製造出來的怪物，全身黑色，所以被稱為黑騎士，武器是大劍。
歐貝利斯克(オべリスク)
又稱為不可侵神聖列柱或者簡稱為神柱，外表為青藍色，會散發出強力的神之重力，讓地上的生物無法生存。
古拉威塔斯（グラヴィタス）
被稱為神之重力，是一種眼睛不可見也聞不到的瘴氣，對古代種族有著非常強烈的影響，會讓古代種族失去魔力、身體孱弱、無法生產後代、壽命減短等等不好的影響，故事中這種瘴氣對人類的影響最小，因為人類壽命較短，繁殖力旺盛，並且在白之精靈的制約之外所以影響非常小，神之重力除了對主要種族有影響外，也會對一般動物有影響，它會讓一般的動物突變成兇猛的怪物，而且會汙染大地，需要千萬年才會慢慢散去或淨化。主要是由神柱在散播的。
梅爾卡提斯（メルカディス）
又稱為神之戰車，是天上的白之精靈創造出的絕對殲滅兵器，以燒盡地面以及殲滅所有種族為存在目的，武器為從口中噴出的極大琥珀金炮(銀金炮)，背上插著數個神柱，是為精靈為了防止其失控而在製造時一起放上去的。
塔羅斯（タロス）
太古工匠製造的金屬自走人偶，主要用途是用來守護東西，例如:陵墓，亞羅溫陵中就有許多的塔羅斯在看守，但因為年久失修，所以見到陵墓的主人也依然會發動攻擊。
奧嘎（オーガ）
又稱為食人魔，通常沉眠於地底，武器是巨大的斧頭或槌子之類的東西，個性兇暴。
銀金巨人(エレクトラム．ゴーレム)
又稱為琥珀金巨人，是白之精靈製造出的怪物之一，外表是全部由石塊組成的石巨人，非常巨大。
白之精靈(白の精靈)
又稱為十二精靈(其實有十三位)，是絕對神華朵斯創造出的使者，主要任務就是創造地上世界，並且讓這個祂們創造的世界成為完美且潔淨的純白世界，但因為創造出的種族每次都被認為是失敗作，結果漸漸性格扭曲，最後變成想盡辦法屠殺地上的種族，彌路汀和路西法(亞羅溫)是精靈中想法唯一不同的兩位。於是後來和其它精靈走上了不同的道路。
華朵斯(ウァトス)
絕對神，十二精靈以及神聖帝國所崇拜的神，是唯一的神(一神教)。
岡帝朵(カンディド)
白之力的名稱。具有強大的淨化能力，
銀金炮(エレクトラム砲)
又稱為(極大)琥珀金炮，神之戰車的絕招，除了強大的破壞力之外，銀金炮還內含了濃縮的神之重力，對古代種族來說是致命的攻擊。
誓約之民(誓約の民)
蓋爾族對自己的稱呼，因為一族十分重視及遵守戰士的誓約。
紅楓兵(ルブルム)
神聖帝國元老院、監察屬直屬治安維持部隊『紅楓』，主要任務為進行情報收集和各種工作任務，用於肅清帝國之內的不滿分子的部隊。
神聖百詩篇集
又稱為梅爾卡提斯讚歌，是天上所發布的禁書目錄中的其中一本書，內容是在稱讚梅爾卡提斯與其使役這兵器的精靈的奮起、神之所為還有對應例外情況之時而使用的數個咒歌，具有控制神之戰車的力量，但要詠唱紀錄在書中的咒歌必須達到十分複雜的條件，其條件為-對自己所祈望的天上發誓忠誠(背叛者不具有資格)，擁有純潔希望之人，並且精通古代語言。
有力量的語言(力の言葉)
又稱為力之語言，是收錄在神聖百詩篇集中的咒歌，是用在暴走的梅爾卡提斯上，使之衰弱到可以破壞的程度的咒文。
初源之歌(初源の歌)
創造世界的歌，代表著最初，歌唱時會耗費大量精力，甚至會耗盡力量後消失，地上唯一一個能夠唱出初源之歌的人是塔利艾辛。
初源之炎(初源の炎)
歐迦姆的絕招，以燃燒生命力作為能源，具有強大破壞力以及壓倒性的火力，但使用一次後很長一段時間之後才能再度使用。
雷吉亞斯(レギアス)
代表著王道王權的星星，也代表著年幼的王，同時也是妖精王普爾的真實之名。
明星(明星樣)
又稱為金星(Lucifer路西法)，黎明之前，高掛天空持續閃耀的星星，是蓋爾族的守護之星，莉安儂能從明星的光來預知未來，明星其實就是亞羅溫本人。
夜之子(夜の子供)
妖精族的另外一種稱呼，因為妖精族會在夜晚聚集在一起歌唱。
赤枝
珊瑚的另一種稱呼，因為顏色是鮮紅色而得此名。
生命之門(生命の門)
阿瓦隆城的大門。上古大戰後被普爾所封印，能夠解開封印的人只有普爾和亞羅溫兩人。
翡翠之書(エメラルドの書)
故事開頭所提到的書，紀錄著上古時代的神話。
真實之名
對擁有魔力之人來說等同於生命般重要的名字，真實之名並不能隨便告訴別人，一旦被心懷不軌者知道，那就會被強迫被對對方為命是從。
黃金時代
龍族所生活的上古時代，別稱龍之時代。是第一個時代，亡於第二月亮墜落故鄉。
白銀時代
巨人族所生活的上古時代，別稱巨人時代。在黃金時代之後，是第二個時代，亡於超大洪水。
青銅時代
妖精族所生活的上古時代，別稱妖精時代。發生上古大戰的時代，在黃金和白銀時代之後，是第三個時代，亡於歐貝利斯克大量散播地上。
赤鐵時代
人類所生活的時代，也就故事中的現代。排在黃金、白銀、青銅之後，是第四個時代。

## 制作人员

### PC版
Leaf大阪开发室制作。
- 原案・剧本：まるいたけし
- 剧本：枕流、三宅章介
- 原画：古寺成
- 音樂：下川直哉、石川真也、松岡純也、衣笠道雄、中上和英
  - OP「Tears to Tiara」
作詞・作曲：豆田将 編曲：豆田将 歌：中山愛梨沙
  - 插曲「Tears to Tiara -凱歌」
作詞・作曲：豆田将 译詞：Naoko.O 編曲：豆田将 歌：D-TERADA
  - ED「Until」
作詞・作曲：未海 編曲：豆田将 歌：中山愛梨沙

### PS3版
- 角色设计：甘露樹・なかむらたけし
- 开场动画：STUDIO 4℃
  - 开场动画导演：宮崎なぎさ
  - 动画角色设计・作画監督：林明美
- 片头曲“haunting melody”
  - 作詞：須谷尚子、作曲：衣笠道雄、歌：Suara

## 電視動畫
PS3版遊戲改編的动画，於日本時間2009年4月6日凌晨1點30分開始播放。台灣、菲律賓、香港、印度等亞洲國家或地區由Animax Asia與日本同步首播，台灣、香港時間4月5日午夜12點35分播出，日語原音中文字幕，全26集。
台灣Animax自2009年10月26日起以國語配音重播。

### 制作人员
- 原作：AQUAPLUS
- 系列構成：待田堂子
- 角色设计、總作画監督：中田正彦
- 美術監督：
- 音樂：服部隆之
- 音樂制作：Lantis
- 音響監督：明田川進
- 監督：小林智樹
- 监修：
- 动画制作：WHITE FOX
- 製作：T3WORKS（波麗佳音、博報堂DY媒體夥伴、SHOWGATE、Dwango、Good Smile Company、Bushiroad、Movic、Lantis）

### 主题歌
片頭曲「Free and Dream」（第1話 - 第25話）
主唱：Suara，作詞：須谷尚子，作曲：下川直哉，編曲：衣笠道雄
片尾曲
「Blue sky,True sky」（第1話 - 第18話）
主唱：結城愛良，作詞：畑亞貴，作曲：柘植敏道，編曲：柘植敏道
「Weeping alone」（第19話 - 第25話）
主唱：結城愛良，作詞：畑亞貴，作曲：末廣健一郎，編曲：末廣健一郎
「memory」（第26話）
主唱：Suara，作詞：須谷尚子，作曲：下川直哉，編曲：衣笠道雄
插入曲「Until」（第17話）
主唱：上原玲奈，作詞：未海，作曲：未海，編曲：豆田将

### 各話標題
| 話數   | 日文標題 | 中文標題（Animax）     | 中文標題（Animax）     | 劇本     | 分鏡     | 演出       | 作畫監督                     |
| 話數   | 日文標題 | 臺灣                   | 香港                   | 劇本     | 分鏡     | 演出       | 作畫監督                     |
| ------ | -------- | ---------------------- | ---------------------- | -------- | -------- | ---------- | ---------------------------- |
| 第1話  |          | 魔王復活               | 魔王復活               | 待田堂子 | 小林智樹 | 小林智樹   | 中田正彥                     |
| 第2話  |          | 誓約之民               | 誓約之民               | 田村龍   | 池上太郎 | 池上太郎   | 池上太郎                     |
| 第3話  |          | 旅途開啟               | 啟程                   | 宮下義浩 | 田中基樹 | 木宮茂     | 田中基樹                     |
| 第4話  |          | 阿瓦隆                 | 阿瓦隆                 | 真島浩一 | 田中雄一 | 中村和久   | 中村和久                     |
| 第5話  |          | 朗迪紐                 | 隆狄尼姆               | 待田堂子 | 園田雅裕 | 木宮茂     | 鹽川貴史                     |
| 第6話  |          | 無情山谷               | 無情之谷               | 待田堂子 | 大畑清隆 | 鈴木利正   | 池田太郎                     |
| 第7話  |          | 競技場                 | 競技場                 | 田村龍   | 木宮茂   | 木宮茂     | 田中基樹                     |
| 第8話  |          | 紅楓                   | 盧布魯姆               | 待田堂子 | 佐藤信二 | 中村和久   | 中村和久                     |
| 第9話  |          | 襲擊                   | 襲擊                   | 真島浩一 | 鈴木利正 | 鈴木利正   | 德田夢之介                   |
| 第10話 |          | 崇高的劍士             | 高貴的劍士             | 長津晴子 | 木宮茂   | 小木公二   | 池上太郎                     |
| 第11話 |          | 鎮魂歌                 | 鎮魂歌                 | 長津晴子 | 佐藤信二 | 渡邊正彥   | 田中基樹                     |
| 第12話 |          | 帝國的威脅             | 帝國的威脅             | 真島浩一 | 小林智樹 | 木宮茂     | 深澤謙二                     |
| 第13話 |          | 普利岡提斯             | 布利剛第斯             | 真島浩一 | 鈴木利正 | 松本佳久   | 又賀大介                     |
| 第14話 |          | 白之精靈               | 白之精靈               | 田村龍   | 細田直人 | 細田直人   | 中村和久                     |
| 第15話 |          | 岡帝朵                 | 岡帝朵                 | 待田堂子 | 木宮茂   | 木宮茂     | 中田正彥                     |
| 第16話 |          | 戰鬥的理由             | 戰鬥的理由             | 長津晴子 | 佐藤信二 | 田中基樹   | 田中基樹                     |
| 第17話 |          | 為了友誼               | 為了友誼               | 真島浩一 | 鈴木利正 | 松本佳久   | 池上太郎                     |
| 第18話 |          | 回歸                   | 歸還                   | 田村龍   | 佐藤信二 | 中村和久   | 中村和久、二宮壯史           |
| 第19話 |          | 夜之子                 | 夜之子                 | 待田堂子 | 井硲清高 | 元永慶太郎 | 長谷川亨雄                   |
| 第20話 |          | 路西法                 | 路西法                 | 長津晴子 | 小林智樹 | 中村和久   | 中村和久                     |
| 第21話 |          | 初源之歌               | 初源之歌               | 真島浩一 | 小林智樹 | 松本佳久   | 又賀大介                     |
| 第22話 |          | 達文劍                 | 墮天之翼               | 田村龍   | 木宮茂   | 小林孝志   | 池上太郎                     |
| 第23話 |          | 帕拉迪穆               | 帕拉迪穆               | 長津晴子 | 增井壯一 | 小林公二   | 吉田伊久雄                   |
| 第24話 |          | 古拉威塔斯（神之重力） | 古拉威塔斯（神之重力） | 真島浩一 | 佐藤信二 | 佐藤信二   | 田中基樹                     |
| 第25話 |          | 梅爾卡堤斯             | 梅爾卡堤斯             | 田村龍   | 井硲清高 | 松本佳久   | 中村和久、池上太郎、中澤勇一 |
| 第26話 |          | 有力量的語言           | 有力量的語言           | 待田堂子 | 小林智樹 | 小林智樹   | 中田正彥                     |

### 播放电视台
日本深夜動畫：下文記載的日本国内播放時間使用日本標準時間（UTC+9）表示。因為部分時間标识會採用30小时制，因此請留意这类超过24:00的时间，其實際播放時間為翌日清晨。
| 播放地域 | 電視台       | 系列      | 播放期間                       | 播放时间                                                        |
| -------- | ------------ | --------- | ------------------------------ | --------------------------------------------------------------- |
| 千葉縣   | 千葉電視台   | 独立UHF局 | 2009年4月5日 - 2009年9月27日   | 星期日 25時35分 - 26時05分                                      |
| 神奈川縣 | 神奈川電視台 | 独立UHF局 | 2009年4月6日 - 2009年9月28日   | 星期一 23時00分 - 23時30分                                      |
| 大阪府   | 大阪電視台   | TXN       | 2009年4月7日 - 2009年9月29日   | 星期二 25時30分 - 26時00分                                      |
| 埼玉縣   | 埼玉電視台   | 独立UHF局 | 2009年4月8日 - 2009年9月30日   | 星期三 25時30分 - 26時00分                                      |
| 日本全域 | KIDS STATION | 衛星電視  | 2009年5月21日 - 2009年11月19日 | 星期四 24時30分 - 25時00分                                      |
| 台灣     | Animax Asia  | 海外地區  | 2009年4月5日 - 2009年9月27日   | 星期日 24時35分 - 25時05分                                      |
| 香港     | Animax Asia  | 海外地區  | 2009年4月5日 - 2009年9月27日   | 星期日 24時35分 - 25時05分                                      |
| 新加坡   | Animax Asia  | 海外地區  | 2009年4月5日 - 2009年9月27日   | 星期日 24時35分 - 25時05分                                      |
| 菲律賓   | Animax Asia  | 海外地區  | 2009年4月5日 - 2009年9月27日   | 星期日 24時35分 - 25時05分                                      |
| 印度     | Animax Asia  | 海外地區  | 2009年4月5日 - 2009年9月27日   | 星期日 24時35分 - 25時05分 換算為UTC+8時區的27時35分 - 28時05分 |

## 漫画版
- 漫画版在月刊Comic Alive連載，由城爪草执笔；本漫畫版本則以PS3電玩版本為基礎改編。

## 原作、動畫版差異
- 原作遊戲PC電玩版為2D貼圖，並採用即時戰鬥模式；PS3電玩版則是3D繪圖，並採用回合制戰鬥方式。
- 在原作中，除了莉安儂、莫兒康與席爾三人之外，奧克塔娃和艾爾敏也成為亞羅溫的妻子。動畫版僅莉安儂、莫兒康以及席爾三人成為亞羅溫的妻子。
- 在原作中，奧克塔娃身為貴族卻因家道中落的關係而上戰場。在動畫版中，因父親反抗神聖帝國的關係、全家遭到滅門，倖存下來的奧克塔娃為改變帝國才投身神聖帝國軍。
- 在原作中，因奧克塔娃正直的性格一再忤逆上司，被仇視她的莉蒂亞關到箱子裡。動畫版則是奧克塔娃發現不死士兵的秘密，遭打昏後被仇視她的莉蒂亞關到箱子裡。
- 在原作中，亞羅溫在敵方倉庫翻箱找火腿發現奧克塔娃，只好裝作不知情；仍被亞薩爾發覺、連人帶箱運回根據地，亞羅溫擔心送她回去會被殺死、屍體製成不死士兵，而拉住她的手挽留，卻被奧克塔娃認定是帝國習俗在求婚，成為亞羅溫的第四個妻子。在動畫版中，亞羅溫在敵方倉庫發現奧克塔娃，顧其性命安全而對亞薩爾隱瞞，將人一同打包帶回去；之後卻被奧克塔娃認定是惡徒、雙方展開決鬥，結果奧克塔娃不敵並昏了過去，在莉安儂的照顧下，決定留在亞羅溫一行人的身邊。
- 在原作中，凱伍斯率軍攻打阿瓦隆城時，奧克塔娃佯裝將偽裝成戰俘的莫兒康帶到神聖帝國前線陣地裡，但最後事跡敗露就開始與凱伍斯的部隊發生戰鬥。而在動畫版中，奧克塔娃與莫兒康她們襲擊了一小支神聖帝國部隊並全部殺死後，換上了神聖帝國軍服並滲透到神聖帝國於阿瓦隆城外的前線陣地，但莫兒康卻禁不起神聖帝國士兵手中拿的酒的誘惑而暴露行蹤，她們被迫全速逃進阿瓦隆城內，最後她們在莉安儂、盧斯提等人的協助下順利進入阿瓦隆城。
- 動畫版劇情未提及亞薩爾擅長裁縫；而在動畫版的結局中，亞薩爾最後當上了皇帝，但原作這一段放在打敗神聖帝國後討伐精靈前。另外在動畫化先行預告片，有沿襲原作亞羅溫翻箱找火腿發現奧克塔娃的橋段，正式播出則刪改掉。
- 在PS3電玩《花冠之淚外傳：阿瓦隆之謎》中，於原作劇情中死亡的凱伍斯和莉蒂亞兩人會繼續出現在外傳劇情中。

## 腳注
1. ↑  .   [2008-05-29]. （原始内容存档于2008-04-20） （日语）.
2. ↑  .   [2008-05-29]. （原始内容存档于2008-10-08） （日语）.
3. ↑  . inside. 2013-10-18  [2020-04-29]. （原始内容存档于2013-10-29） （日语）.
4. ↑  也就是故事最後登場的亞薩爾和莉安儂之祖先‧妖精王普爾（Pwyll）